# Jakowlew UT-2
Die Jakowlew UT-2 (russisch Яковлев УТ-2, NATO-Codename Mink) ist ein sowjetisches Schulflugzeug. Sie diente während des Zweiten Weltkrieges neben der Po-2 als Standardflugzeug zur Pilotenausbildung für die Luftstreitkräfte und flog ebenfalls in vielen Aeroklubs der Sowjetunion. UT steht für utschebno-trenirowotschny (учебно-тренировочный), Schulung/Training.

## Entwicklung

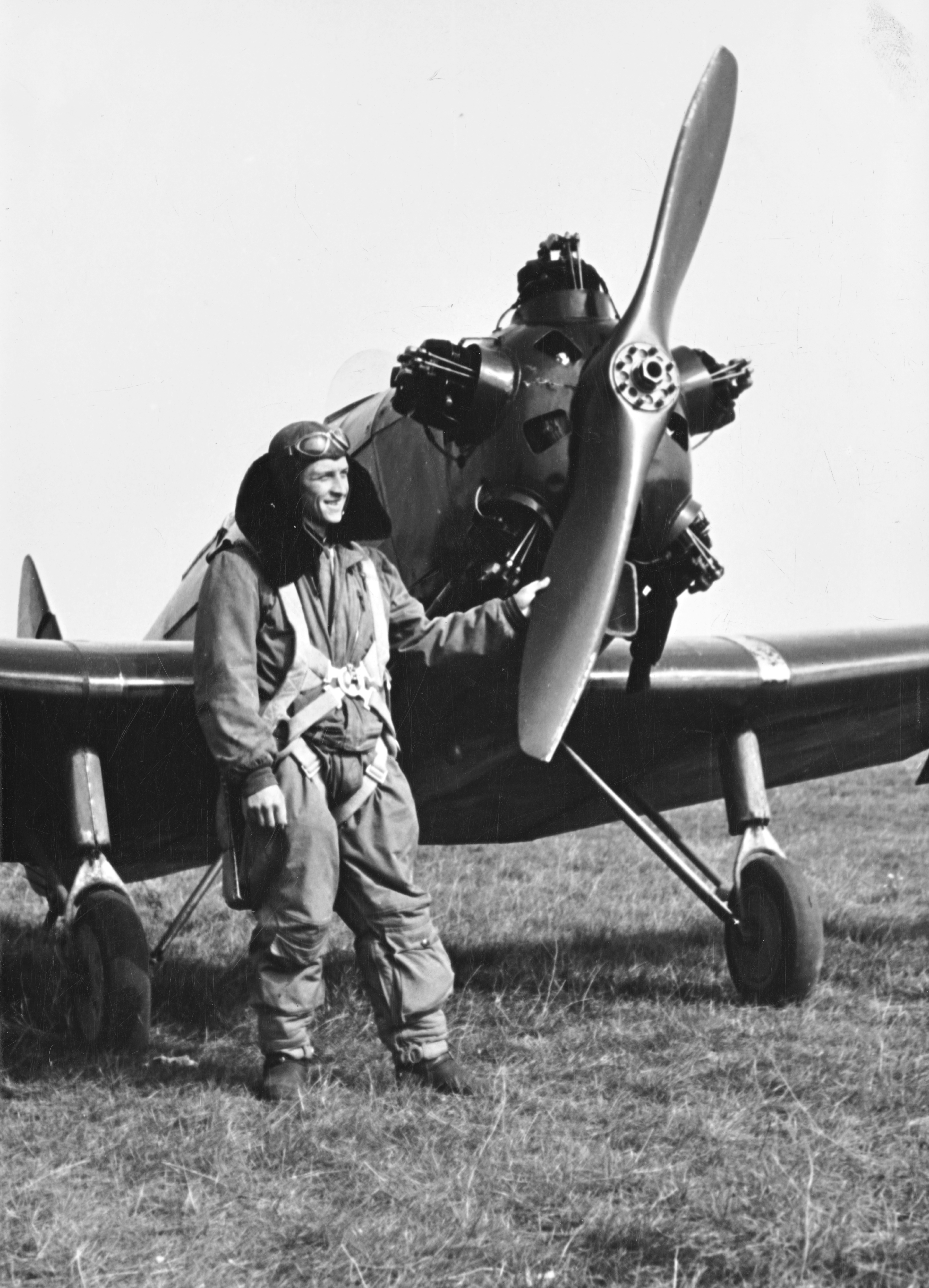
Frontansicht einer UT-2 mit Blick auf den Sternmotor M-11

Alexander Jakowlew entwickelte sie ab 1934 unter der ursprünglichen Bezeichnung AIR-20 aus der AIR-10. Der Erstflug erfolgte am 11. Juli 1935 durch Julian Piontkowski. Im gleichen Jahr gewann die UT-2 den 5000 Kilometer langen nationalen Unionsrundflug der Sportflugzeuge gegen 30 Typen verschiedener Bauart. Die Serienfertigung begann 1938.
Sie bestand aus einer stoffbespannten Stahlrohrzelle und einem freitragenden Tragflügel in Tiefdeckerbauweise aus Holz, der ebenfalls mit Stoff bespannt war. Das Leitwerk war in Normalausführung und mit Spannzügen versehen. Der Rumpfbug erhielt eine Metallbeplankung.
Die UT-2 besaß ein starres Heckfahrwerk mit Hecksporn. Wahlweise konnten auch Schwimmer montiert werden. Diese Ausführung hieß WT-2.
Ursprünglich als Ablösung für die Po-2 gedacht, konnte die UT-2 diese jedoch nicht vollständig ersetzen. Trotzdem wurden bis zum Produktionsende 1948 7243 Stück hergestellt.
Die UT-2 wurde auch in Ungarn, Polen und Jugoslawien geflogen. Jakowlew entwickelte aus der UT-2 die einsitzige Variante UT-1.

## Versionen
- Ja-20 (AIR-20): Prototypenbezeichnung. Zwei wurden mit unterschiedlichen Antrieben getestet, einmal mit dem Motor M-11 und einmal mit einem französischen Bengali-4-Triebwerk von Renault. Der M-11 wurde zwar für die Serienproduktion ausgewählt, trotzdem wurde einige Exemplare mit dem Bengali 4 ausgestattet. Mit einem dieser Flugzeuge gewannen die Piloten Stefanowski und Nikitin 1937 das Luftrennen Moskau–Sewastopol–Moskau und legten die 2815 km lange Strecke mit einer Durchschnittsgeschwindigkeit von 238,2 km/h zurück.
- UT-2: erste Serienversion, die nach der Prototypenerprobung und anschließend durchgeführten, weil von den Luftstreitkräften geforderten Änderungen aufgelegt wurde.
- UT-2M: modifizierte Version von 1941 mit verändertem Trag-, Leit- und Fahrwerk
- UT-2MW: UT-2M, die nach Kriegsbeginn notgedrungen zu leichten Kampfflugzeugen umgerüstet wurden. Einige Exemplare wurden mit zwei auf den Tragflächen aufmontierten SchKAS-Maschinengewehren ausgerüstet, andere erhielten Unterflügelstationen zum Abwurf von kleinen Bomben oder Abschussvorrichtungen für reaktive Geschosse vom Typ RS-82.
- UT-2L: vollkommen überarbeitete Variante mit Jak-7-Kanzelhaube, die im Sommer 1944 getestet wurde. Sie ging nicht in Serie, diente aber als Urversion für die Jak-18.
- UT-2WT: Wasserflugzeug mit zwei Schwimmern, auch mit Renault-Motor gebaut. Stefanowski und Nikitin stellten 1937 mit einer WT drei Weltrekorde auf.

## Technische Daten

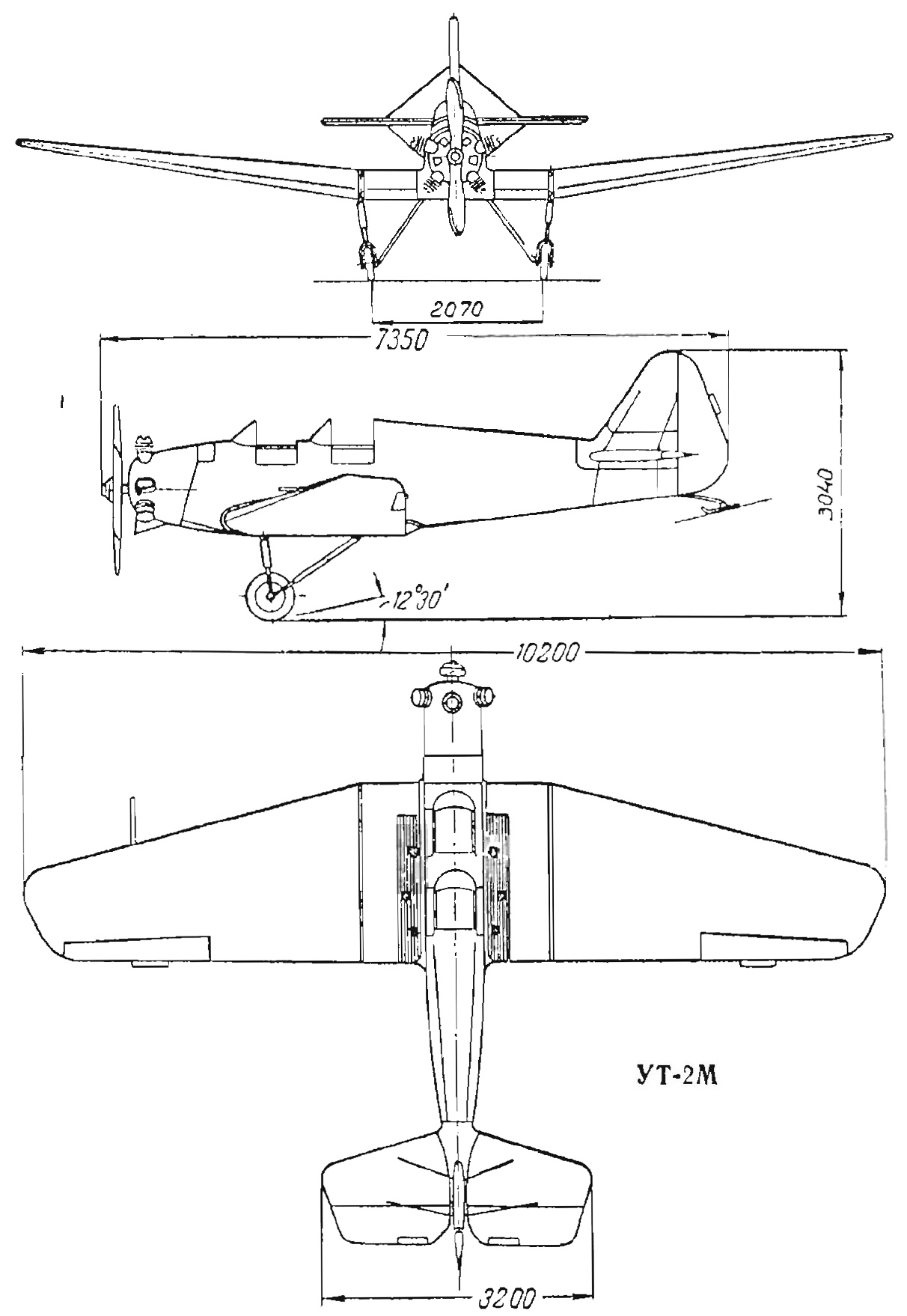
Dreiseitenriss einer UT-2M

| Kenngröße             | Daten                                                 |
| --------------------- | ----------------------------------------------------- |
| Baujahre              | 1935–1948                                             |
| Hersteller            | Jakowlew                                              |
| Konstrukteur          | Alexander Jakowlew                                    |
| Besatzung             | 1–2                                                   |
| Länge                 | 7,00 m                                                |
| Spannweite            | 10,20 m                                               |
| Höhe                  | 3,00 m                                                |
| Flügelfläche          | 17,12 m²                                              |
| Flügelstreckung       | 6,1                                                   |
| Leermasse             | 616 kg                                                |
| Startmasse            | maximal 856 kg                                        |
| Flächenbelastung      | 50 kg/m²                                              |
| Leistungsbelastung    | 8,56 kg/PS                                            |
| Triebwerk             | ein luftgekühlter 5-Zylinder-Sternmotor Schwezow M-11 |
| Leistung              | 100 PS (74 kW)                                        |
| Höchstgeschwindigkeit | 210 km/h                                              |
| Reisegeschwindigkeit  | 160 km/h                                              |
| Landegeschwindigkeit  | 90 km/h                                               |
| Reichweite            | normal 500 km maximal 750 km                          |
| Gipfelhöhe            | 3500 m                                                |

## Nachbau

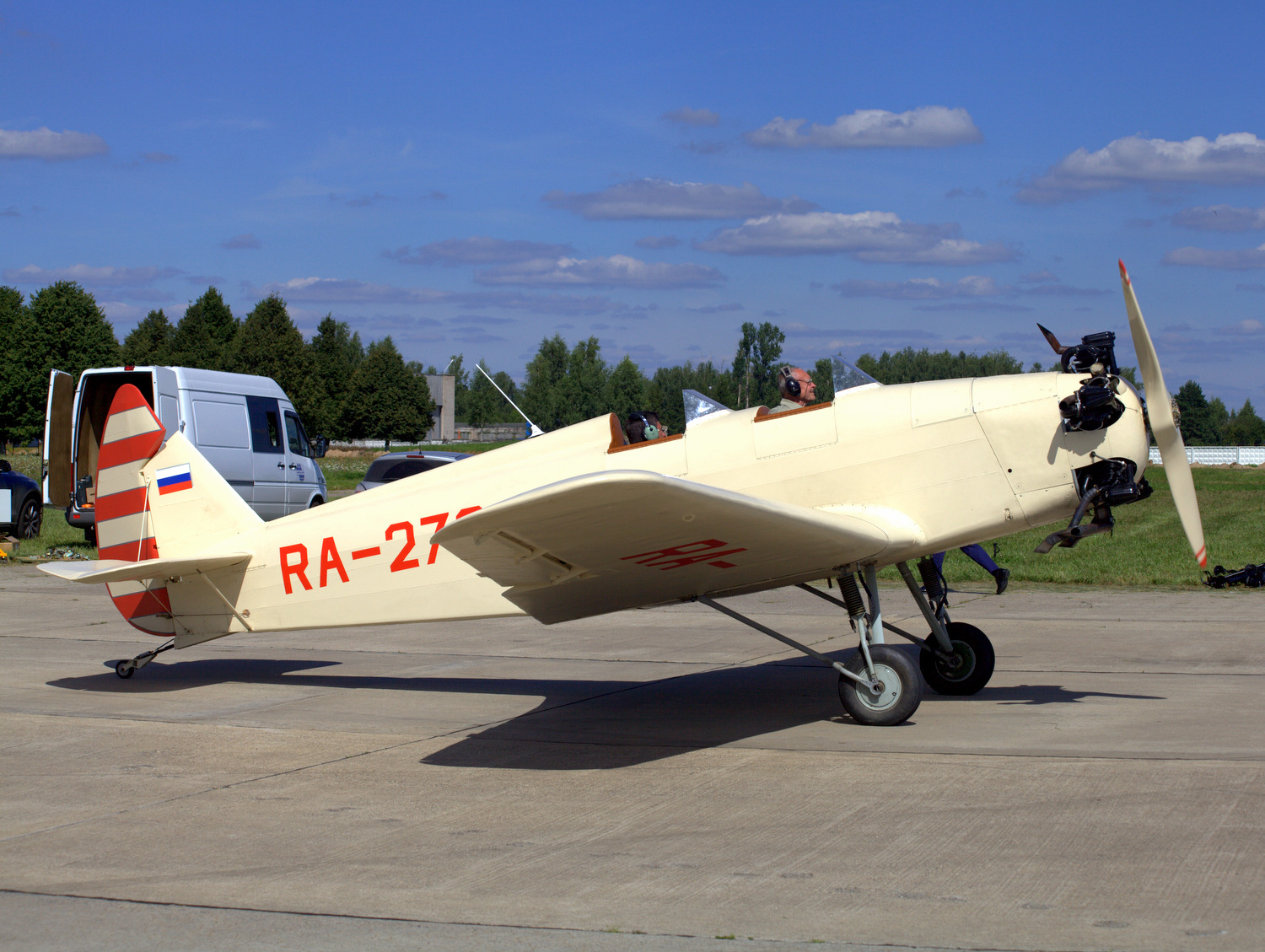
Flugfähiger Nachbau (RA-2724G)

Die russische Firma Rusavia führte ab 2012 den Nachbau einer flugfähigen UT-2B aus. Das Flugzeug absolvierte am 13. Oktober 2016 vom Flugplatz Darino aus seinen Erstflug.